# Schleifbach (Mulde)
Der Schleifbach entspringt in Kossa (Sachsen) aus dem Deubitzbach und ist ein rechter Zufluss in die Mulde. Er durchfließt die Gemarkungen Kossa, Durchwehna und Bad Düben, wo er in die Mulde mündet. Er ist teilweise die Grenze zwischen den Bundesländern Sachsen und Sachsen-Anhalt. Der Schleifbach und der Deubitzbach haben zusammen eine Länge von 18 km und entwässern rund 37 km². In Bad Düben fließt noch der Hammerbach in den Schleifbach, bevor er ca. 1,6 km weiter kurz vor dem Roten Ufer in die Mulde mündet.